# Mahamadou Karidio

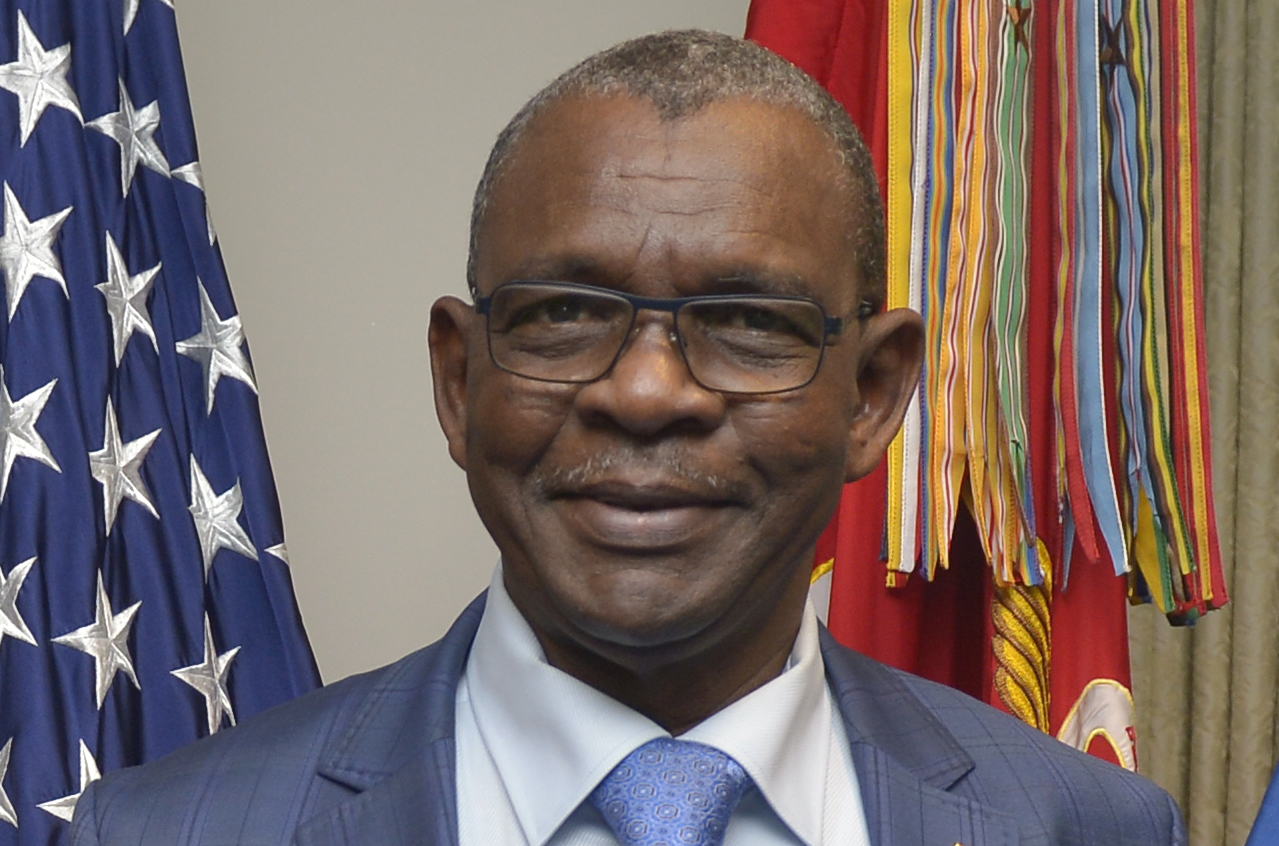
Mahamadou Karidio (2015)

Mahamadou Karidio (* 11. September 1953 in Gouré; auch Mahamadou Karidjo) ist ein nigrischer Politiker.

## Leben
Mahamadou Karidio besuchte von 1959 bis 1962 Grundschulen in Niamey, Ayérou und Tillabéri. Nach der Mittelschule ging er ab 1971 in Zinder auf die Normalschule. Von 1974 bis 1976 diente er in den nigrischen Streitkräften.
Karidio schloss 1977 eine Ausbildung an der Pädagogik-Schule der Universität Niamey ab und arbeitete anschließend als Englischlehrer an Mittelschulen in Ouallam und Niamey. Er wirkte 1984 als Leiter der American Model School des Lycée Kassaï in Niamey. Von 1984 bis 1986 war er stellvertretender Schuldirektor und Englischlehrer am Lycée Privé Bosso in Niamey. Karidio absolvierte parallel zu seiner Arbeit ein Englisch-Studium an der Universität Niamey, das er 1986 mit einer maîtrise ès lettres abschloss. Im selben Jahr wurde er Englischlehrer am Lycée Mariama in Niamey. Er gründete 1987 das Lycée Alheri in Niamey, dem er als Direktor vorstand. Ab 1989 war er erneut als Englischlehrer am Lycée Mariama tätig.
Mahamadou Karidio war 1990 ein Gründungsmitglied der Nigrischen Partei für Demokratie und Sozialismus (PNDS-Tarayya). Bei deren Gründungsversammlung Ende des Jahres wurde er als stellvertretender Erster Sekretär für Organisation Mitglied der provisorischen Parteileitung unter Generalsekretär Mahamadou Issoufou. Im Jahr 1992 wurde Karidio zum Bürgermeister der Stadtgemeinde Tillabéri ernannt und gab zugleich vorübergehend seinen Lehrerberuf auf. Bei den Parlamentswahlen am 14. Februar 1993 wurde er als einer von 13 PNDS-Tarayya-Abgeordneten in die Nationalversammlung gewählt. Dort wirkte er zunächst bis 1994 als Erster Quästor und wurde in jenem Jahr Vorsitzender der Parlamentskommission für auswärtige Angelegenheiten. Von 1995 bis 1996 war er als Präfekt des Departements Maradi tätig. Karidio arbeitete danach von 1996 bis 2011 erneut als Lehrer, diesmal im Lycée Municipal de Niamey. Er war weiterhin als hochrangiger PNDS-Tarayya-Funktionär tätig. So wurde er bei den Parteikongressen von 2004 und 2009 jeweils zum vierten stellvertretenden Generalsekretär der Partei bestimmt.
Der bei den Präsidentschaftsstichwahlen am 12. März 2011 siegreiche PNDS-Tarayya-Kandidat Mahamadou Issoufou holte Mahamadou Karidio am 21. April 2011 als Verteidigungsminister in seine Regierung. In diesem Amt folgte Karidio dem Offizier Mamadou Ousseini nach. Zu den Herausforderungen in seiner Amtszeit zählten die Beteiligung Nigers an den Militärmissionen MISMA und MINUSMA in Mali sowie der Kampf gegen die von Nigeria aus operierende Terrorgruppe Boko Haram. Im Jahr 2015 weihte er die nach ihm benannte Cité Karidio Mahamadou ein, einen Komplex aus 200 Sozialwohnungen für Mitarbeiter des Verteidigungsministeriums im Niameyer Stadtteil Gabou Goura. Im Vorfeld der Präsidentschaftswahlen am 21. Februar 2016 fungierte Karidio als der für die Hauptstadt zuständige Kampagnenleiter von Amtsinhaber Mahamadou Issoufou.
Bei den Parlamentswahlen am 21. Februar 2016 wurde er erneut als Abgeordneter in die Nationalversammlung gewählt. Der wiedergewählte Staatspräsident Issoufou ernannte am 11. April 2016 Hassoumi Massoudou zum Nachfolger Karidios als Verteidigungsminister. Nach seiner Wiederwahl in die Nationalversammlung bei den Parlamentswahlen am 27. Dezember 2020 übernahm Karidio den Vorsitz der ständigen parlamentarischen Kommission für auswärtige Angelegenheiten und Kooperation.

## Ehrungen
- Kommandeur des Nationalordens Nigers (2014)[13]